# Amt Reichelsheim

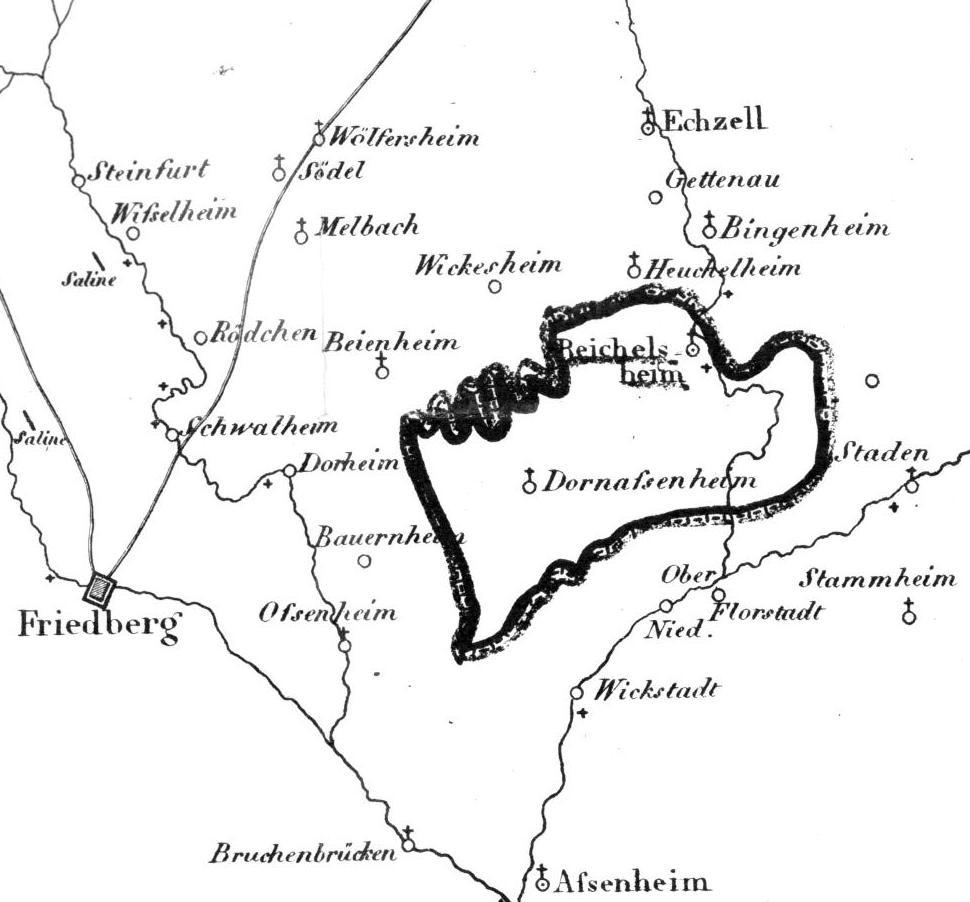
Karte des Amtes Reichelsheim 1828

Das Amt Reichelsheim (zeitweise auch Kreisamt Reichelsheim) war ein Nassau-Weilburger, später herzoglich nassauisches Amt mit Amtssitz Reichelsheim.

## Geschichte

### Frühe Neuzeit
Reichelsheim, das vorher zum Amt Bingenheim gehörte, war seit dem Verkauf der Fuldischen Mark 1566 eine nassauische Exklave, umschlossen von hessen-darmstädtischen Gebieten. Seit 1566 war Reichelsheim Sitz eines gleichnamigen Amt, zu dem keine weiteren Orte gehörten.
1740 verkaufte Fürst Karl August von Nassau-Weilburg das Amt Reichelsheim für 30.000 Reichstaler auf Lebenszeit dem Fürsten Heinrich zu Schwarzburg-Sondershausen. Mit dessen Tod 1758 fiel das Amt Reichelsheim an Nassau-Weilburg zurück.

### Neuzeit
Mit dem Reichsdeputationshauptschluss erhielt Nassau das benachbarte Dorf Dorn-Assenheim und ordnete es dem Amt Reichelsheim zu. Mit der Gründung des Herzogtums Nassau wurde auch das Amt Reichelsheim 1806 Teil des neuen Staates. In Nassau waren Verwaltung und Rechtsprechung auf der unteren Ebene nicht getrennt. Das Amt war daher gleichzeitig Verwaltungsbehörde und erstinstanzliches Gericht.
1820 umfasste das Amt Reichelsheim den Flecken Reichelsheim, das Dorf Dorn-Assenheim und eine Mühle. Im Amt wohnten 343 Familien und 1.180 Einwohner. Davon waren 731 evangelisch, 446 römisch-katholisch und 3 Juden.
Im Jahr 1836 wurde das Amt Reichelsheim wie folgt beschrieben:

„Das Amt Reichelsheim, welches von der Hauptmasse des Herzogthums getrennt ist, liegt fast 4 Meilen nordnordöstlich von Frankfurt, hat nur 4.921 Morgen Flächenraum und in 231 Häusern 1.277 Einwohner.
   Reichelsheim, ein Flecken mit einer Mühle hat 780 Einwohner.“

Nach der Märzrevolution 1848 wurde die Verwaltung neu geordnet. Mit Gesetz vom 4. April 1849 wurden in Nassau Verwaltung und Rechtsprechung auf unterer Ebene getrennt. Die Reform trat zum 1. Juli 1849 in Kraft. Für die Verwaltung wurden 10 Kreisämter gebildet, die Ämter als Justizämter (also Gerichte der ersten Instanz) weitergeführt. Das Amt Reichelsheim hatte hier eine Sonderrolle. Bedingt durch seine Lage außerhalb des eigentlichen Herzogtums gab es keine benachbarten Ämter, mit denen es zu einem Kreisamt zusammengelegt werden konnte. Daher bildete das Amt Reichelsheim ein eigenes Kreisamt Reichelsheim und ein eigenes Justizamt Reichelsheim. Aufgrund der geringen Größe passte dies nicht in die übliche Systematik. Anstelle eines Kreisamtmanns (das war die Bezeichnung des Landrats) wurde ein Kreisamtsverwalter ernannt, anstelle eines Justizamtmanns (also eines erstinstanzlichen Richters) ein Justizamtsverwalter. Dem ernannten Kreisamtsverwalter wurde erstmals ein gewählter Kreisbezirksbeirat an die Seite gestellt. Die Reform wurde jedoch bereits am 1. Oktober 1854 wieder rückgängig gemacht, die Kreise wieder abgeschafft und die vorigen Ämter wiederhergestellt.
Nach dem Deutschen Krieg wurde Nassau von Preußen annektiert. Mit Art. 15 des Friedensvertrags vom 3. September 1866 wurde ein Gebietstausch vereinbart: Das Amt Reichelsheim kam (gemeinsam mit Haarheim) an das Großherzogtum Hessen-Darmstadt. Im Großherzogtum ging seine Verwaltungsaufgabe an den Landkreis Friedberg (Hessen) und die Rechtsprechungsfunktion an das Landgericht Friedberg über. Die Folge des Übergangs in das Großherzogtum Hessen war, dass ein verschachteltes Partikularrecht galt: Neben dem hessischen Recht galt nassauisches Recht, das wiederum Mainzer Landrecht  überlagerte und – gewohnheitsrechtlich – galt zudem Titel 28 des Solmser Landrechts (eheliches Güterrecht), aber nicht in vollem Umfang. Erst das Bürgerliche Gesetzbuch, das einheitlich im ganzen Deutschen Reich galt, setzte zum 1. Januar 1900 das alte Partikularrecht außer Kraft.

## Amtsgebäude

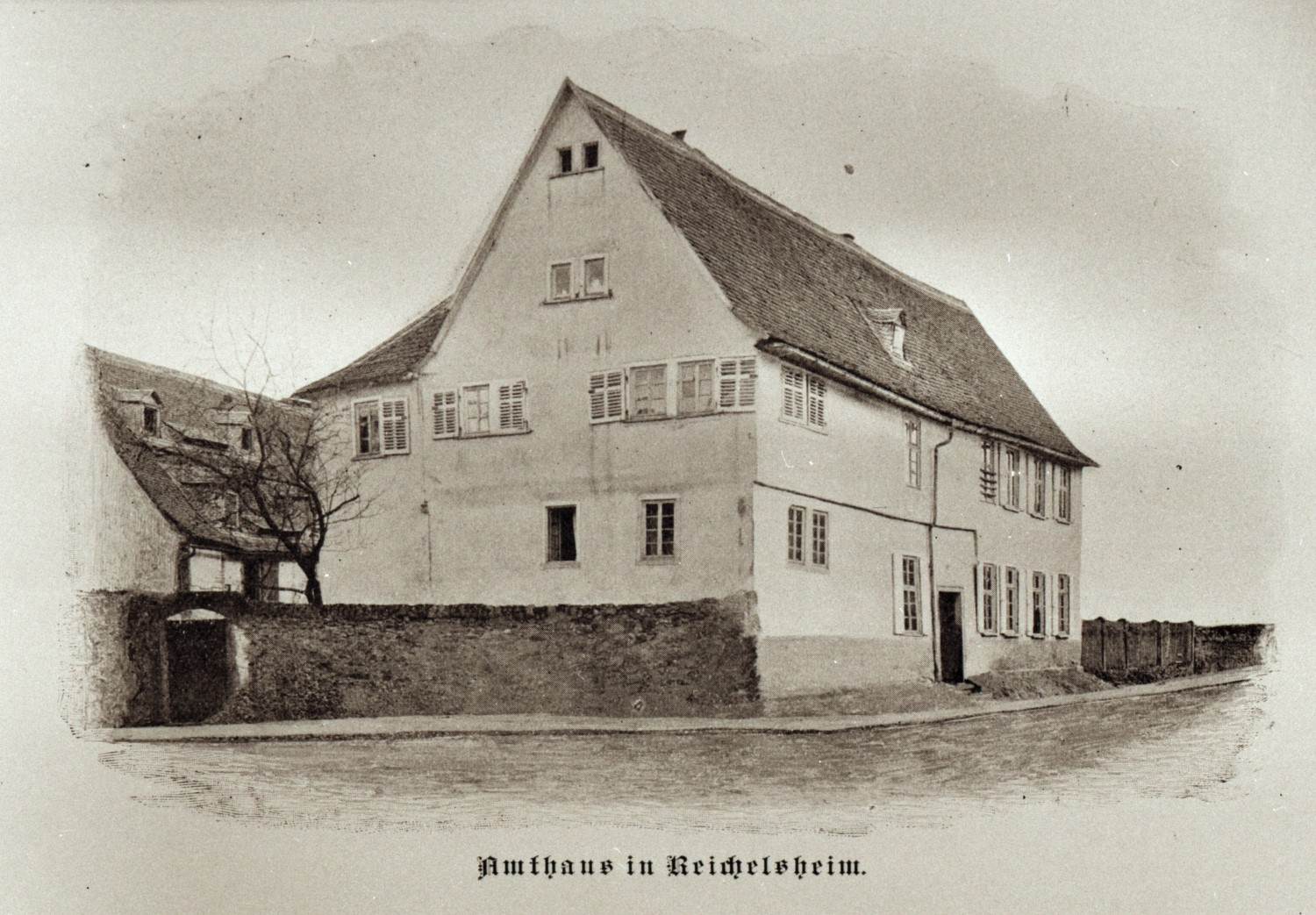
Amtshaus Reichelsheim 1898

Das ehemalige nassauische Amtshaus im Süden des Ortes wurde 1910/12 durch ein Lehrerwohnhaus ersetzt (Florstädter Straße 16).

## Amtmänner
- 1816–1826 Ernst Schmalkalder
- (1826) 1829–1842 Heinrich Karl August Hehner
- 1842–1845 Wilhelm Rullmann
- 1845–1864  Ludwig August Freiherr Preuschen von und zu Liebenstein
- 1864–1866 Johann Heinrich Carl von Saint-George